# گل مینای چشم‌گاوی
گل مینای چشم‌گاوی (نام علمی: Leucanthemum vulgare) نام یکی از گونه‌های سردهٔ گل مینا است.
گل مینای چشم‌گاوی گل ملی کشور لتونی است.